# ارنست کونتس
ارنست کونتس (آلمانی: Ernst Künz; ۲۳ فوریهٔ ۱۹۱۲ – ۲۱ اوت ۱۹۴۴) بازیکن فوتبال اهل اتریش بود.